# Marla Maples
Pour les articles homonymes, voir Maples.
Marla Ann Maples, née le 27 octobre 1963 à Dalton en Géorgie, est une actrice et animatrice de télévision américaine.
Elle est notamment connue pour ses six ans de mariage avec l'homme d'affaires Donald Trump, devenu ensuite le 45e et 47e président des États-Unis.

## Biographie
Marla Ann Maples, née en 1963, est la fille de Laura Ann Locklear, femme au foyer, et de Stanley Edward Maples, promoteur immobilier, commissaire du comté, chanteur et compositeur,.
Elle rencontre en 1989 Donald Trump, avec qui elle a ensuite une relation particulièrement médiatisée. De cette relation naît une fille, Tiffany Trump, née le 13 octobre 1993. Le couple se marie en décembre 1993 au Plaza Hotel de New York. La cérémonie rassemble 1 000 invités, dont Rosie O'Donnell et O. J. Simpson. 
En mai 1997, Donald Trump annonce - par courrier express - à Marla leur séparation. Ils divorcent en 1999.
En 2016, elle participe à l'émission Dancing with the Stars.
Elle a également créé un site Internet qui vend des produits dédiés au bien-être.